# زيتا مارتيل
فاياماسيتو زينا سيفو مارتيل (بالإنجليزية: Vaimasenu'u Zita Sefo-Martel) هي ربانة من ساموا حصلت على تكريم قنصل فخري من فرنسا. كما أصبحت مارتيل على وسام الاستحقاق الوطني من فرنسا.

## سيرتها الذاتية
التحقت مارتيل بجامعة كانتربري، حيث تعلمت التجديف.
وفي عام 2000، احتاجت كنيستها المحلية إلى ربان لزورقهم الطويل. رفضت زيتا في البداية الطلب، ولكن تم إقناعها في النهاية لتحاول مرة. عندما أصبحت كابتن كنيستها، أصبحت أيضًا أول امرأة تعمل كقبطان في سباقات في عام 2001 الزوارق الطويلة.
تتحدث مارتيل أيضًا ضد العنف المنزلي في ساموا.

## روابط خارجية
- Tatau: Marks of Polynesia - Zita Martel (2016 video)
- Samoa 50th Independence ad with Zita Martel (2012 video)
- Zita Martel, First Woman to Captain a Winning Fautasi (2012 video)